# Bamboefiets

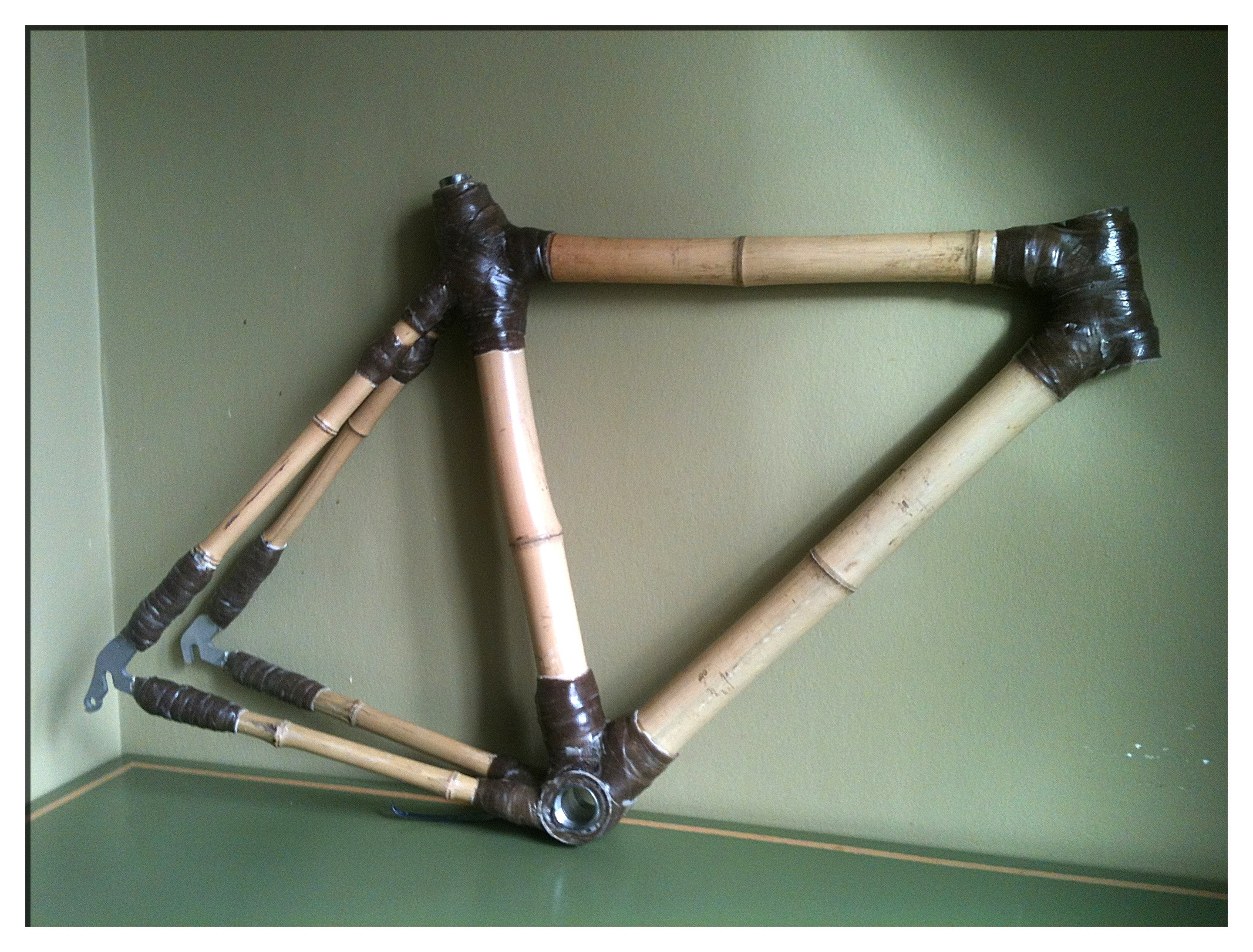

Een bamboefiets is een fiets opgebouwd uit een fietsframe dat gemaakt is uit een bamboestengel. De meeste fietsframes zijn opgebouwd uit buizen van staal, aluminium of koolstofvezel. Het frame is traditioneel opgebouwd als diamantframe, waarbij de achtervork een integraal onderdeel vormt van het bamboeframe en de voorvork een los onderdeel is, en niet van bamboe is gemaakt.  De manier van verbinden van de bamboebuizen (lugs) kan verschillend zijn. Een groot voordeel van een bamboefietsframe is het gewicht. Een bamboeframe is aanzienlijk lichter dan de klassiek gebouwde fietsframes van staal of aluminium.